# 제주환경운동연합

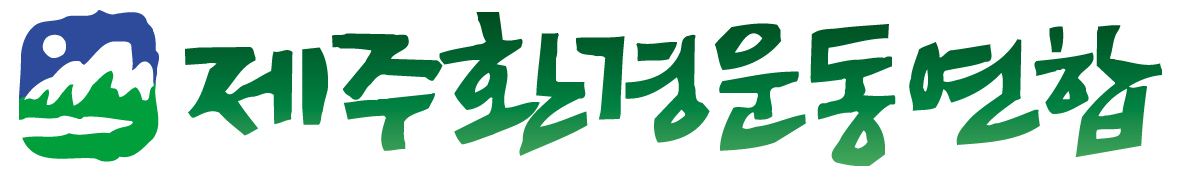
제주환경운동연합 로고

제주환경운동연합은 환경운동연합의 54개 지역환경운동연합 중의 하나이며, 제주도 최대 환경운동 단체이다. 생태사회를 제주에 건설하는 것을 목표로 삼고있는 이 조직은, 무분별한 개발사업으로부터 제주도의 독특하고 희귀한 자연환경과 생태계를 보존하고, 지역 시민사회의 활성화에 노력을 기울이고 있다. 또한 부설전문기관으로 (사)제주환경교육센터와 위탁기관으로 제주녹색구매지원센터가 있다.

## 조직
총회는 1100여명의 회원으로 구성되어 있고, 공동의장은 김민선, 정봉숙이다.

## 역사
- 1991년 제주도 환경문제에 대한 문제의식을 공유한 사람들이 제주기행모임을 조직하면서 본격적인 제주도 환경문제에대한 시민들의 논의공간이 만들어졌다.
- 1992년 모임을 단체화하자는 논의가 이루어지고 푸른 이어도 사람들 준비위가 결성되기에 이른다.
- 1994년 12월 푸른 이어도 사람들 창립대회를 열고 본격적인 활동에 들어갔다.
- 1998년 6월 단체의 명칭을 제주환경운동연합으로 바꾸고 환경운동연합의 지역조직으로 참여하게 되었다.
- 1999년 한라산 케이블카 반대운동과 516도로 확포장 반대운동을 추진하다.
- 2000년 제주도 비핵화 선언을 공개 제안하다.
- 2002년 화순항군사기지결사반대 도민대책위에 참여하여 반기지평화운동을 시작하다.
- 2004년 저어새보전을 위한 국제워크숍을 개최하다.
- 2005년 한라산 1100도로 모노레일 설치 반대운동을 추진하다.
- 2006년 이호유원지 매립반대 운동을 추진하다.
- 2007년 부설전문기관 (사)제주환경교육센터가 출범하다.
- 2008년 제주 바람의 공유화, 풍력발전 공풍화 제도개선에 나서다.
- 2009년 제주해군기지반대운동과 김태환 도지사 주민소환운동에 참여하다.
- 2010년 비양도 케이블카 건설계획을 철회시키다.
- 2011년 한진그룹 지하수 증산 저지 대응활동을 추진하다.
- 2012년 탑동추가매립 계획 백지화 운동을 추진하다.
- 2013년 비양도 케이블카 재추진 계획과 한라산 난개발사업인 힐링인라이프 개발사업을 저지하다.
- 2014년 초고층 건축물인 드림타워 개발사업 백지화 운동을 추진하다. 제주친환경생활지원센터 위탁기관으로 지정되다.
- 2015년 제주신항만 건설계획에 대응하다. 중산간 난개발 사업인 상가리관광지개발사업을 막아내다.
- 2016년 오라관광단지 개발사업 중단, 제주제2공항 개발사업 중단을 요구하다. 부영관광호텔 개발사업을 막아내다. 박근혜정권퇴진제주행동에 참여하다.
- 2018년 한진그룹 지하수증산이 위법임을 밝혀내다. 제주제2공항 타당성재조사 시작되다. 비자림로 확포장공사를 저지하다.
- 2019년 제주도 에너지기본 조례, 제주특별자치도 습지보전 및 관리 조례를 개정하다.
- 2020년 부영호텔 개발사업 좌초되다. 송악산 뉴오션타운 개발사업 등 환경영향평가 각종 비리 폭로하다. 해안사구조사를 진행하다.
- 2021년 제2공항 전략환경영향평가 환경부에서 반려하다. 오등봉공원 민간특례사업 공익소송 시작하다.
- 2022년 가시천 환경영향평가 동의안 제주도의회 부동의하다. 천미천 정비구간 사업철회하다. 오조리 연안습지 습지보호지역 지정 추진하다.
- 2023년 핵오염수 해양투기에 대응하다. 정부의 1회용컵 보증금제 정책 후퇴에 대응하다. 해양수산부 오조리 연안습지 습지보호지역으로 고시하다.

## 활동
제주환경운동연합의 주요활동은 제주지역의 난개발 방지와 환경파괴 행위에 대한 감시, 환경현안에 대한 적극적인 참여와 활동, 환경교육활동을 통한 환경인재육성이다.
- 곶자왈 보전 운동
- 지하수 공수화 운동
- 에너지 및 기후변화 대응
- 제주 중산간 지역 난개발 방지
- 생활환경 문제 대응
- 반기지평화운동
- 오버투어리즘 대응 운동
- 해양보호구역 확대 등 해양환경 보전운동
- 환경교육 및 환경(숲, 늪지 등)해설사 육성

## 같이 보기
- 환경운동연합